# Стерж (город)
Стерж — древнерусский город, располагавшийся на северо-западном берегу одноимённого озера близ впадения в него Волги (ныне Осташковский район Тверской области).

## История
Первое поселение здесь возникло, вероятно, уже во времена Дьяковской культуры в первой половине 1-го тысячелетия до н. э. Позже финно-угорское население было ассимилировано славянами. Летописный Стерж принадлежал к Деревской пятине Новгородской земли. В 1133 году новгородским посадником Иванком Павловичем был поставлен крест как знак пути с Волги на озеро Селигер. Позднее перенесённый местным помещиком на кладбище, сегодня знаменитый Стерженский крест находится в Тверском историко-архитектурном и литературном музее.
Стерж упоминается в «Списке русских городов дальних и ближних» как один из залесских городов. В начале XV века город пришёл в упадок. Последние жители, вероятно, переселились на несколько километров севернее, где существовал погост Стерж который со временем слился с деревней Новинка.

## Городище
Поселение занимало овальный холм с крутыми склонами. Размеры площадки — 50х20 м. Культурный слой содержит напластования IX—XV веков. Раскопками обнаружен вал, сооружённый в XIII—XIV веках. В 1938—1940 годах Стерженское городище было исследовано С. А. Таракановой.